# Franz Majcen

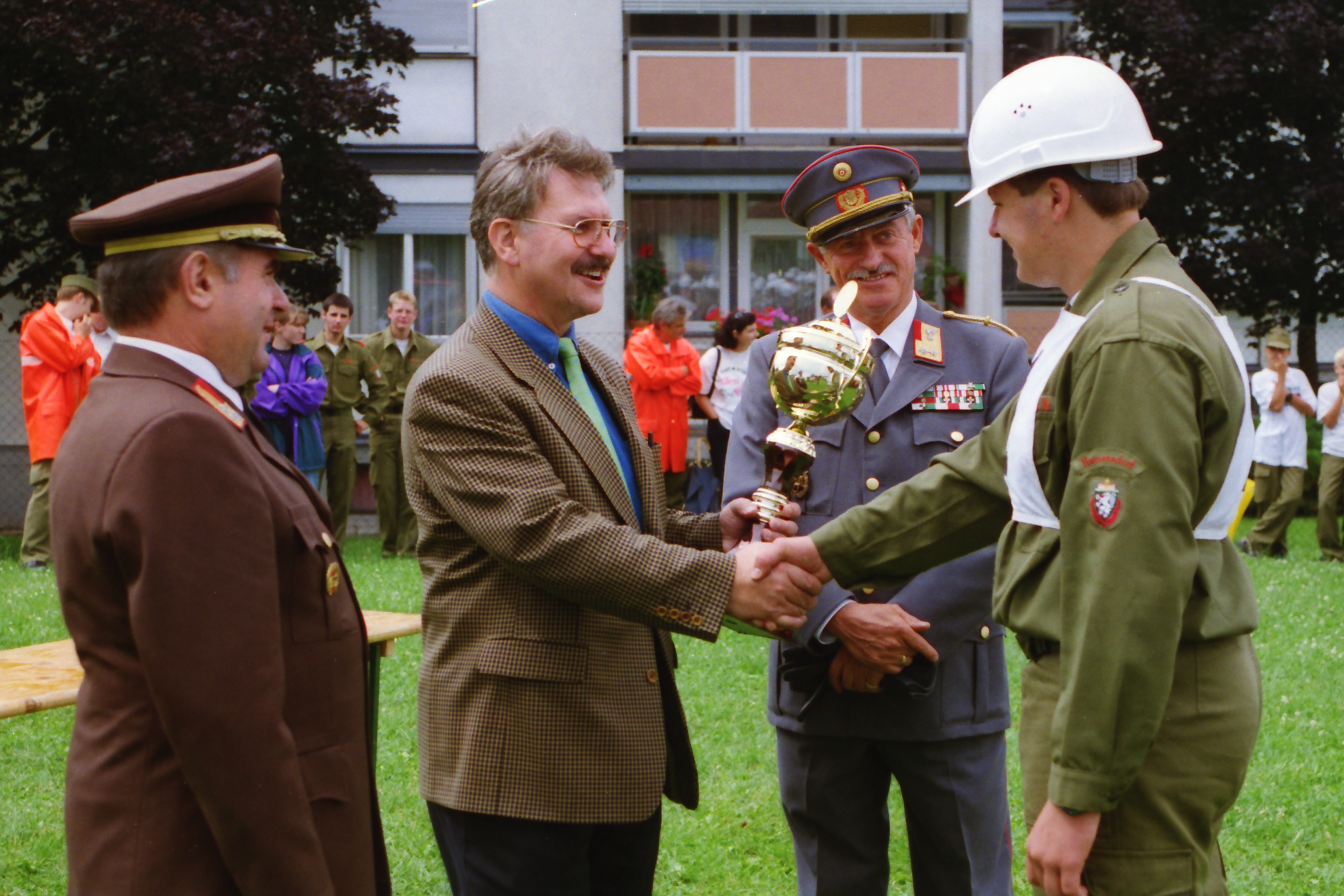
Franz Majcen (1997)

Franz Majcen (* 12. Juli 1947 in Fürstenfeld) ist ein österreichischer Politiker (ÖVP) und Hauptschuldirektor. Er war von 1991 bis 2015 Abgeordneter zum Steiermärkischen Landtag, von 21. Oktober 2010 an war er zweiter Präsident, ab 22. Jänner 2013 bis zu seinem Ausscheiden aus dem Landtag war er Präsident des Landtags. Heute ist er in der Steiermark unter anderem Ehrenpräsident des Vereins Steirisches Volksbildungswerk, Obmann des Vereins gamsbART wie auch Vorstandsvorsitzender der lokalen Aktionsgruppe Thermenland-Wechselland (LEADER).

## Leben
Majcen besuchte die Volksschule und das Gymnasium in Fürstenfeld, bevor er seine Ausbildung an der Pädagogischen Akademie in Graz fortsetzte.
Majcen begann seine politische Karriere von 1972 bis 1979 als Bezirksobmann der Jungen Volkspartei (JVP) Fürstenfeld und war zudem von 1974 bis 1983 Landesobmannstellvertreter der JVP Steiermark. Ab 1975 wirkte er zudem als Gemeinderat in Fürstenfeld und übernahm 1979 die Funktion des ÖVP-Stadtparteiobmann. Zudem hatte er in Fürstenfeld bis 1998 das Amt des Vizebürgermeister inne. Majcen war von 1981 bis 2013 Bezirksobmann des ÖAAB und Bezirksobmann der Gewerkschaft öffentlicher Dienst. Zudem wirkte er von 1983 bis 1991 als Personalvertretungsobmann der Lehrer und war von 1989 bis 1992 Bezirksobmann des ÖVP-Lehrerbundes.
Franz Majcen war von 2010 bis 2013 Zweiter- und von 2013 bis 2015 Erster Landtagspräsident des Steirischen Landtags. Er ist somit der einzige Fürstenfelder, der jemals diese Funktion bekleidet hat.
Innerparteilich bekleidete er von 1992 bis 2013 das Amt des Bezirksparteiobmanns der ÖVP Fürstenfeld, zudem vertrat er die ÖVP seit 1991 im Landtag. Er war dabei im Landtag Bereichssprecher für Europa und Kultur und bis 2010
Klubobmann-Stellvertreter des ÖVP-Landtagsklubs.
Franz Majcen war im Zivilberuf Direktor der Neuen Mittelschule in Fürstenfeld.

## Sonstiges
Franz Majcen ist Träger zahlreicher Auszeichnungen – darunter des Großen Goldenen Ehrenzeichens des Landes Steiermark und des Ehrentitels Professor. Zudem ist er seit Jahrzehnten europapolitisch engagiert – u. a. von 2013 bis 2019 als Landesobmann der Europäischen Föderalistischen Bewegung Steiermark. Für dieses Engagement wurde er am 3. Februar 2018 von der Nichtregierungsorganisation Initiative Pro Mitteleuropa mit dem Middle Europe Award 2018 geehrt.
Majcen ist außerdem Mitglied in der ältesten katholischen österreichischen MKV-Verbindung im Süd-Osten Österreichs, der K.Ö.St.V. Riegersburg zu Fürstenfeld.
- 2024: Großes Silbernes Ehrenzeichen mit dem Stern für Verdienste um die Republik Österreich[4]